# Itahara
Itahara – gaun wikas samiti we wschodniej części Nepalu w strefie Kośi w dystrykcie Morang. Według nepalskiego spisu powszechnego z 2001 roku liczył on 3050 gospodarstw domowych i 15561 mieszkańców (8014 kobiet i 7547 mężczyzn).